# Эль-Бадрашейн
Эль-Бадрашейн (араб. البدرشين‎) — город на севере Египта, расположенный на территории мухафазы Эль-Гиза.
Вблизи города расположены руины древнеегипетского города Мемфис.

## Географическое положение
Город находится в северо-восточной части мухафазы, в левобережной части долины реки Нил, на расстоянии приблизительно 12 километров к юго-юго-востоку (SSE) от Эль-Гизы, административного центра провинции. Абсолютная высота — 21 метр над уровнем моря.

## Демография
По данным переписи 2006 года численность населения Эль-Бадрашейна составляла 63 836 человек.
Динамика численности населения города по годам:
| 1986   | 1996   | 2006   |
| ------ | ------ | ------ |
| 40 500 | 51 205 | 63 836 |

## Транспорт
Ближайший аэропорт расположен в городе Хелуан, на расстоянии 3 километров к востоку от Эль-Бадрашейна.